# Darphin
Les Laboratoires Darphin, créés en 1958 par Pierre Darphin, sont une entreprise française de production et de commercialisation de produits cosmétiques aux essences aromatiques et ingrédients naturels.
Le 11 janvier 2003, le fondateur a cédé Darphin au groupe Estée Lauder, dans des conditions qui donneront lieu à une longue procédure. La marque Darphin est actuellement exploitée par le groupe Estée Lauder,,.